# Chelsea Boko
Chelsea Boko, född 27 februari 2009 på Annemanna stuteri i Ekerö i Stockholms län, är en svensk varmblodig travhäst. Han tränades av Timo Nurmos och kördes oftast av Jorma Kontio.
Chelsea Boko tävlade åren 2012–2016 och sprang in 6 miljoner kronor på 36 starter varav 10 segrar, 7 andraplatser och 6 tredjeplatser. Han inledde karriären i april 2012 och tog första segern redan i debutloppet. Han tog karriärens största segrar i långa E3 (2012), Svenskt Trav-Kriterium (2012), Prix de Lille (2015), Prix du Plateau de Gravelle (2015) och Jämtlands Stora Pris (2015). Han kom även på andraplats i Prix de l'Union Européenne (2015).
Han var kullens vinstrikaste treåring säsongen 2012. Han utsågs till "Årets 3-åring" (2012) vid Hästgalan. Han var även en av de fyra nominerade i kategorin "Årets Häst" 2012, men förlorade utmärkelsen till Sebastian K.
Under 2017 var han verksam som avelshingst vid Menhammar stuteri. Sedan 2018 är han uppstallad på Boko Stables i Nederländerna.